# Ápio Cláudio Pulcro (cônsul em 54 a.C.)
Ápio Cláudio Pulcro (97–49 a.C.; em latim: Appius Claudius Pulcher) foi um político da gente Cláudia da República Romana eleito cônsul em 54 a.C. com Lúcio Domício Enobarbo. Era filho de Ápio Cláudio Pulcro, cônsul em 79 a.C., cuja morte lançou a família em grandes dificuldades financeiras. Tinha dois irmãos, Caio Cláudio Pulcro, pretor em 56 a.C., e Públio Cláudio Pulcro, que trocaria seu nome mais tarde para "Públio Clódio Pulcro", e três irmãs, Clódia Pulcra Prima, Clódia Pulcra Seconda e Clódia Pulcra Terza.
Era um especialista em direito romano e na história de Roma, especialmente a sabedoria esotérica sob responsabilidade do Colégio dos Áugures, do qual era um membro controverso. Era o líder da linhagem mais ^senior da mais poderosa família patrícia dos Cláudios, uma das cinco famílias conhecidas como "gentes maiores" que dominavam a vida social e política romana nos primeiros anos da República. É mais conhecido pelas treze cartas ainda existentes preservadas no corpus "Ad Familiares" de Cícero (todo o livro III), que datam do período entre 53-2 a.C. até o verão de 50 a.C.. Infelizmente, nenhuma das respostas de Ápio a Cícero sobreviveram — são raros os textos sobreviventes de quaisquer membros da aristocracia governante romana, com exceção das obras de Júlio César.

## Linhagem
Filho mais velho e principal herdeiro de Ápio Cláudio Pulcro, cônsul em 79 a.C., a quem ele sucedeu como líder da principal linhagem dos Cláudios Pulcros quando seu pai morreu em campanha nos montes Ródopes como comandante da Macedônia em 76 a.C.. Sua herança política, porém, era muito diversa: seu pai era um optimate, um membro da aristocracia que apoiou Sula durante a guerra civil enquanto seu avô foi um dos principais aliados dos populares radicais de Tibério Graco, tribuno da plebe em 133 a.C., que era seu genro.

## Primeiros anos da carreira (76–67 a.C.)

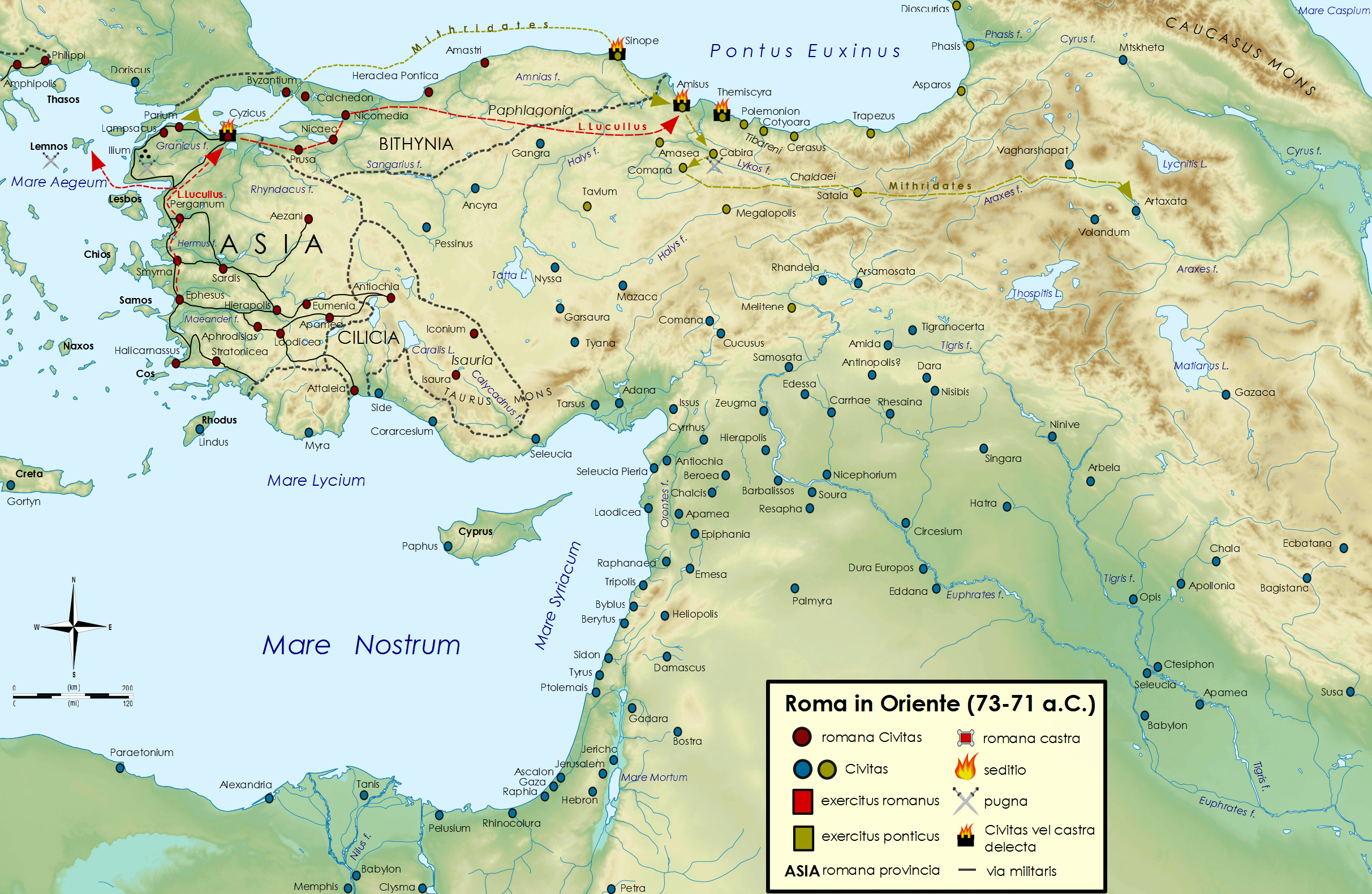
Mapa da região Ásia Menor entre 73 e 71 a.C., auge da Terceira Guerra Mitridática.

A morte de seu pai o deixou como líder de uma poderosa família com apenas vinte ou vinte e um anos de idade, com dois irmãos mais novos, duas irmãs solteiras e pouco dinheiro para cuidar. Era uma pobreza relativa, mas que comprova a integridade de seu pai, que, obviamente não lucrou muito, se é que lucrou, do período das proscrições de Sula, quando pessoas menos escrupulosas, especialmente Marco Licínio Crasso e Caio Escribônio Curião, fizeram enormes fortunas com as propriedades confiscadas das vítimas do partido derrotado de Caio Mário.
Pulcro, porém, recebeu generosa ajuda de Lúculo, que, ao retornar de seu governo na província da África, em 75 a.C., concordou em casar-se com a irmã mais nova de Pulcro sem cobrar um dote. Ele também entregou um importante legado a Ápio, que, mais tarde, atribuiu os recursos de sua casa a este opulento presente.
Ele rapidamente reconquistou a posição de sua família na vida política. Um promissor orador desde muito jovem, concordou, no mesmo ano, em participar na defesa de Aulo Terêncio Varrão, pretor em 77 a.C., que havia voltado recentemente de seu governo na Ásia. Varrão era amigo próximo e parente de Lúculo e de um dos principais advogados em sua defesa, Quinto Hortênsio Hórtalo, o maior orador romano da época. Mas Varrão era, aparentemente, tão culpado que Hortênsio teve que se valer de truques sujos, inclusive a marcação dos votos dos juízes que ele havia subornado, o que provocou um grande escândalo.
As boas relações com a família de Varrão perdurou. O filho homônimo de Varrão, nascido por volta de 80 a.C., era um dos amigos mais próximos de Pulcro e serviu como questor no ano da morte de Pulcro e foi, mais tarde, um dos mais combativos personagens do regime de augustano, Aulo Terêncio Varrão Murena, que morreu no início de seu consulado em 23 a.C..
Pulcro serviu ainda no grupo de apoio de Lúculo, seu cunhando e comandante-em-chefe da Terceira Guerra Mitridática. Muito provavelmente Ápio seguiu para o oriente com Lúculo em 73 a.C., mesmo não tendo sido mencionado até o outono de 71 a.C., logo depois da ocupação da Capadócia Pôntica, quando Lúculo o enviou até o rei Tigranes II da Armênia para exigir a entrega de Mitrídates VI do Ponto. A sua forma e seu discurso ofenderam Tigranes, auto-intitulado rei dos reis, que, havia mais de vinte anos, estava acostumado com o tortuoso cerimonial cortês oriental. Segundo Cícero, não se tratava da costumeira franqueza romana, mas da arrogância claudiana. O fracasso desta missão deu início à primeira guerra romana contra a Armênia que Lúculo deu início no verão em 69 a.C..
Lúculo talvez tenha enviado o jovem Ápio com este objetivo, sabendo que seu jeito provavelmente seria mal recebido na corte do rei dos reis. Ele poderia ter enviado Lúcio Fânio ou Lúcio Mágio, ambos com grande experiência na corte pôntica, e sua carta a Tigranes, chamando-o simplesmente de "rei" e não de "rei dos reis", foi quase certamente um insulto deliberado.

## Comando na Sardenha (56-55 a.C.)
O comando de Ápio na Sardenha, entre 56 e 55 a.C., não ocorreram eventos importantes e ele foi sucedido por Marco Emílio Escauro. Por outro lado, foi um político antes e depois, participando dos concílios e Ravena e da Convenção de Lucca, na primavera de 56 a.C., na qual Júlio César conseguiu acertar novamente a coalização com Crasso e Pompeu que sustentava o Primeiro Triunvirato. No verão de 55 a.C., Ápio casou sua filha mais nova com o filho mais velho de Pompeu, Cneu Pompeu, assegurando assim sua própria eleição para o ano seguinte.

## Consulado (54 a.C.) e procônsul (53-52 a.C.)

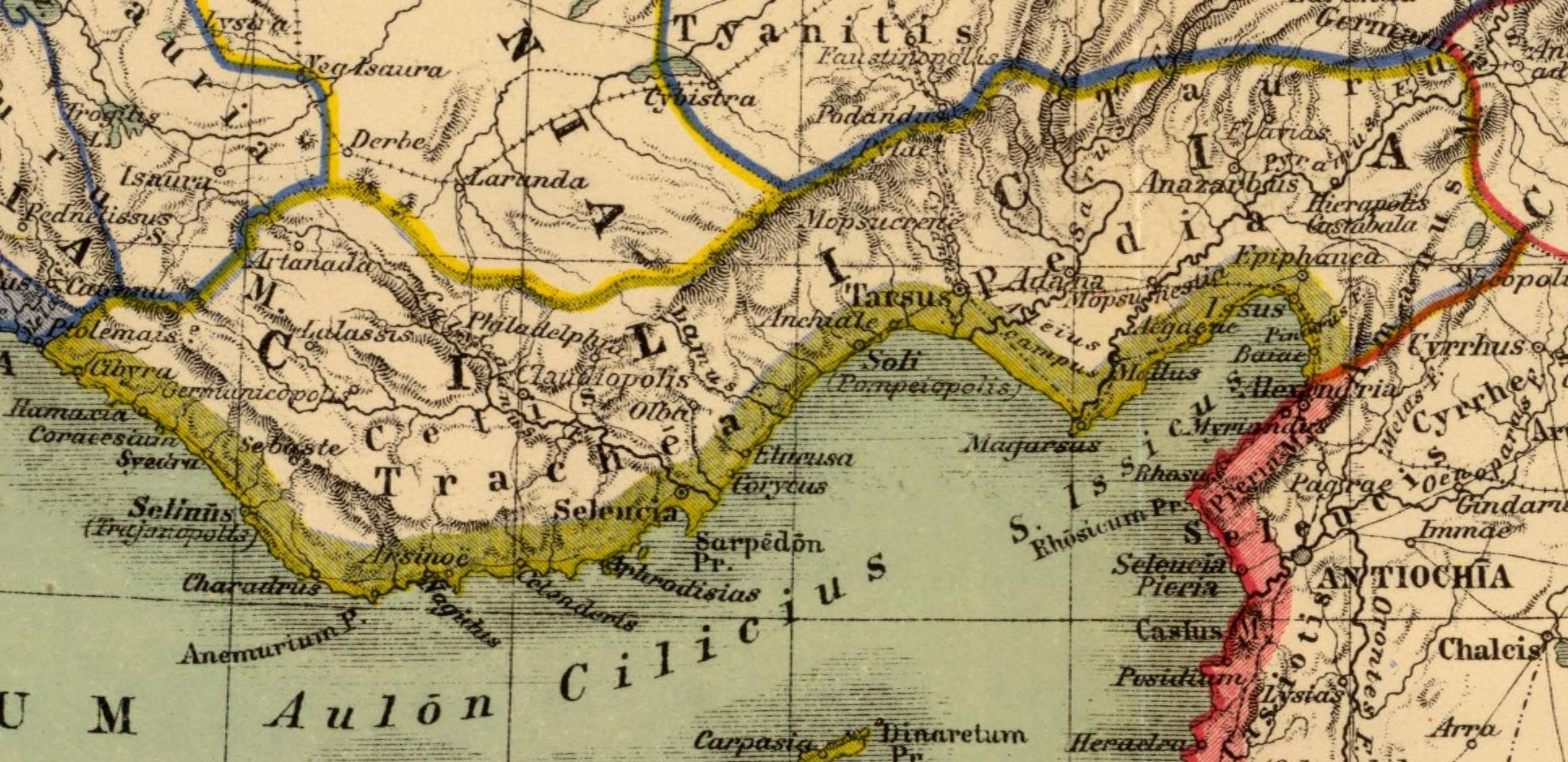
Mapa da província romana da Cilícia, governada por Pulcro entre 53 e 51 a.C..

Pulcro foi eleito cônsul em 54 a.C. juntamente com o enérgico cunhado de Catão, o Jovem, Lúcio Domício Enobarbo. Foi governador da Cilícia nos dois anos seguintes como procônsul, um desastre para a região, especialmente por que seu irmão mais novo, Caio Cláudio Pulcro, governou a província da Ásia por três ou quatro anos (entre 55 e 52 ou 51 a.C.), o que fez dos dois irmãos os comandantes da Anatólia por pelo menos um ano ou talvez dois.
Seu predecessor, Públio Cornélio Lêntulo Espínter foi um administrador honesto e seu sucessor, Cícero, um dos melhores da história. Mas o mandato claudiano entre os dois foi marcado pela desordem, pela repressão e pela corrupção. Sua correspondência com Cícero, que se aproximou dele com provas de muitos sinais da severa disrupção pela qual passava o comando de Ápio. Cícero certamente ficou chocado com o que encontrou quando chegou à Cilícia e especialmente pela forma bizarra com a qual Ápio o evitou e deixou a província sem sequer recebê-lo.
No caminho para casa ao final de seu mandato, Ápio parou em Atenas uma vez mais, renovando seu interesse pelos mistérios eleusianos e começou as obras para restaurar o portal da "Propileia Menor" em Eleusis, um projeto posteriormente completado, segundo as instruções em seu testamento, pelos seus principais herdeiros Cláudio Pulcro e Márcio Rex.

## Censor (50 a.C.)
Eleito censor em 50 a.C. com o sogro de César, Lúcio Calpúrnio Pisão Cesonino, cônsul em 58 a.C., Ápio foi imediatamente processado por suborno eleitoral pelo novo genro de Cícero, Públio Cornélio Dolabela. Marco Júnio Bruto e Quinto Hortênsio Hórtalo, dois grandes advogados romanos, foram responsáveis pela acusação e, graças a Cícero, Dolabela foi absolvido. Este foi o último discurso do maior orador romano depois de Cícero, pois Hortênsio morreu uns poucos dias depois.
Em sua seleção para os membros do Senado ("lectio senatus"), Ápio removeu um senador de status tribunal chamado Caio Salústio Crispo, o famoso historiador romano Salústio.
No auge da disputa entre optimates e populares na qual estava imersa a República antes da guerra civil, Ápio proclamou sua adesão ao grupo conservador (optimates), especialmente por sua relação com Pompeu e de sua inimizade com Caio Escribônio Curião. Depois do ataque de César à Itália (49 a.C.), Ápio fugiu com Pompeu e recebeu a Grécia como sua província. Consultou o Oráculo de Delfos para saber seu destino e, seguindo suas ordens, seguiu para a Eubeia, mas morreu antes da Batalha de Farsalos.

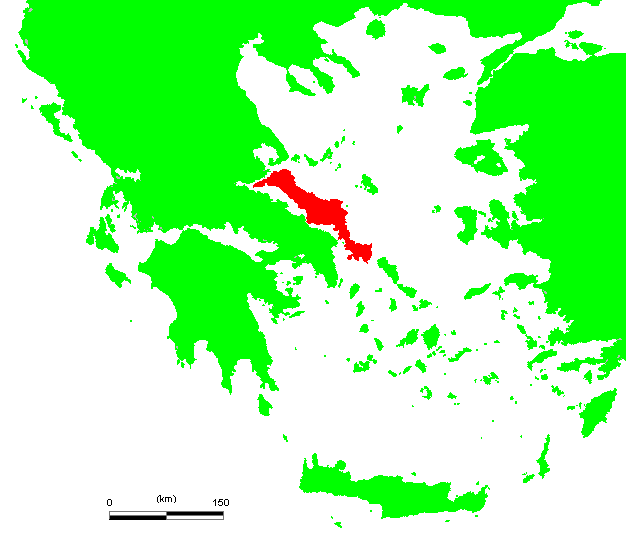
Localização da ilha da Eubeia, que Pulcro considerava, depois de consulta ao Oráculo de Delfos, como sendo sua por destino.

Escreveu um livro sobre augúrios dedicado a Cícero, que fala muito bem sobre suas faculdades oratórias. Seu homem de confiança e confidente foi um liberto chamado Fânias.

## Áugure
Não se sabe a data de sua entrada no Colégio dos Áugures, mas é mais provável que tenha sido em sua juventude dado seu grande conhecimento sobre a sabedoria augural, tema sobre o qual ele escreveu. É muito provável que ele tenha sucedido ao pai (se ele de fato foi um dos novos áugures de Sula criados em 81 a.C.), mas, seja como for, o Colégio dos Áugures continuou organizado num sistema curial (baseado nas antigas gentes romanas) e, portanto, ele deve ter acedido a uma vaga patrícia.
Como áugure, Pulcro entrou em um debate acalorado com seu colega mais sênior Caio Cláudio Marcelo, pretor em 80 a.C., que defendia que o augúrio fora criado a partir de uma crença em adivinhação, mas que vinha sendo perpetuado através da expediência política. Ápio, por outro lado, advogava fortemente uma visão tradicionalista extrema que defendia a autenticidade original e chegou até mesmo a publicar um "liber auguralis" que incluía muitas polêmicas dirigidas contra a modernidade "marcelina".
Sua arrogância, típica dos Cláudios, tão evidente nas correspondências de Cícero com ele e com Marco Célio Rufo, é também mencionada numa carta para Cícero de Públio Vacínio, que foi o escolhido de César para assumir a posição de Pulcro depois de sua morte:
Foi também típico dele sua fascinação pelas antiguidades atenienses, mas não o que atraía muitos dos mais proeminentes romanos a Atenas na época: sua fama como a maior universidade no mundo grego (o "oikoumene"), onde estavam baseadas todas as principais escolas filosóficas. Ele estava ocupado na Grécia em 62-1 a.C. quando seu irmão mais novo, Públio Clódio Pulcro, se envolveu em problemas por violar os ritos e mistérios da Bona Dea e foi processado por incestus, mas não se sabe em qual função ou cargo.

## Casamento e herdeiros
Não se conhecem detalhes sobre seus casamentos e esposas. É possível que ele não tenha se casado depois de retornar das guerras no oriente. Nenhum filho sobreviveu até a idade adulta, mas teve pelo menos duas filhas, ambas chamadas Cláudia, nenhuma das quais foi mencionada diretamente pelo nome, mas apenas no contexto dos seus casamentos: a mais nova, com Pompeu, o Jovem e a mais velha, com Marco Júnio Bruto (primeira esposa). A data terminus ante quem para ambos os casamentos é a primavera de 51 a.C..
Como ele não tinha filhos homens sobreviventes, Ápio adotou seu sobrinho Caio Cláudio Pulcro, que mudou seu nome para Ápio Cláudio Pulcro, que tornar-se-ia cônsul em 38 a.C..